# Felixstowe

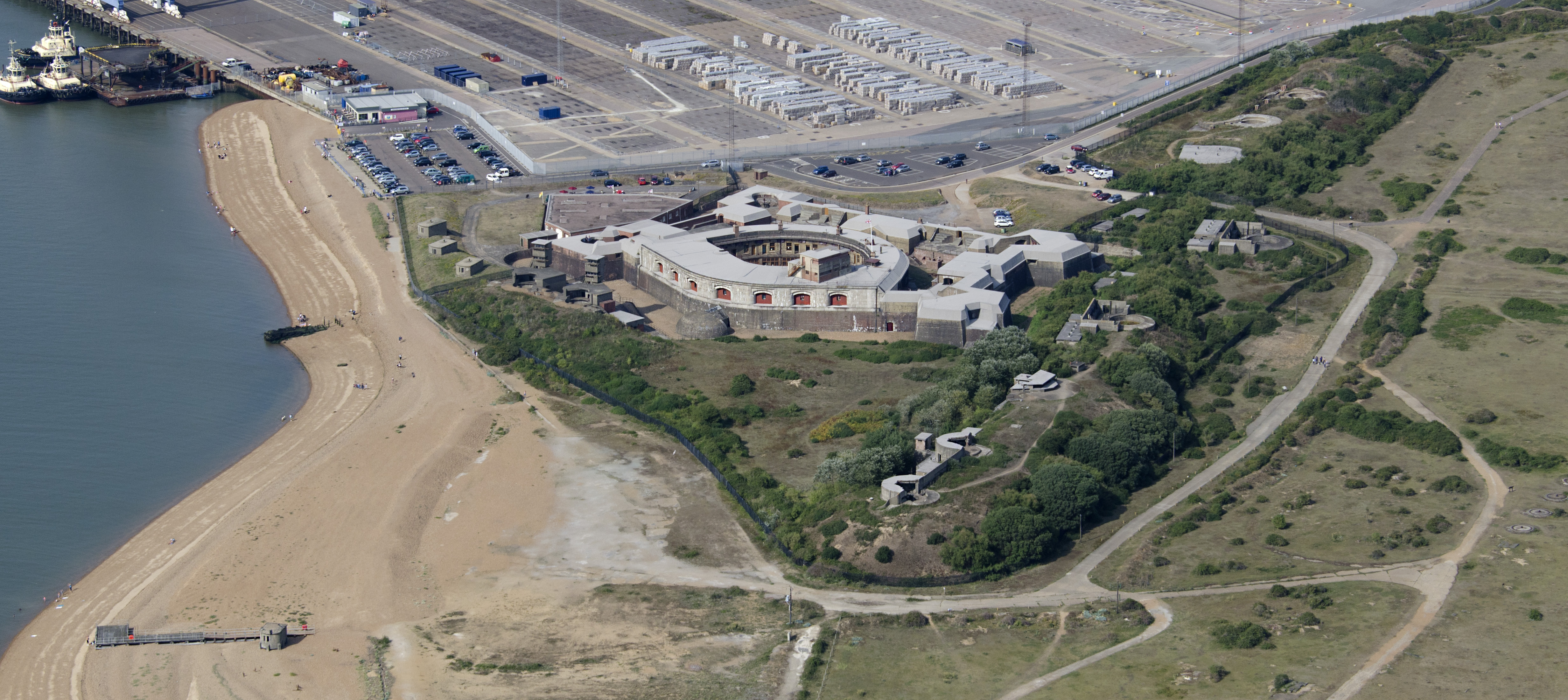
Fort Landguard

Felixstowe is een civil parish in het bestuurlijke gebied East Suffolk, in het Engelse graafschap Suffolk. Felixstowe is genoemd naar Sint Felix, de eerste bisschop van Oost Anglia.
Felixstowe is een Noordzee-haven in Engeland. Het is de grootste containerhaven van Engeland en ligt aan de rivieren Orwell en Deben.

## Geschiedenis
In het laatste jaar van de Tweede Engels-Nederlandse Oorlog (1665-1667) landden Nederlandse soldaten in de buurt van de plaats. Ze probeerden het Fort Landguard te veroveren vanwege de strategische ligging, maar slaagden hier niet in. Omstreeks 1810 werden zeven martellotorens langs de kust gebouwd, waarvan er vier nog bestaan.
In 1844 was Felixstowe nog een zeer kleine plaats met 502 inwoners. In 1879 werd de Felixstowe Railway and Dock Company opgericht en drie jaar later kreeg deze toestemming voor de bouw van een dok. In 1886 was het werk gereed en op 7 april kwam het eerste schip daar aan.
Aan het begin van de 20e eeuw nam het toerisme toe. In 1905 werd een  pier gebouwd, waarvan een deel nog altijd bestaat. De pier was destijds de langste van het land en er reed zelfs een trein over, maar in de Tweede Wereldoorlog werd het grootste deel gesloopt door het leger. De pier zou gebruikt kunnen worden als landingspunt bij een vijandelijke aanval over zee. Na de oorlog werd de schade niet hersteld. Op de kliffen bij de plaats staat Harvest House, dat in 1903 werd gebouwd als The Felix Hotel en toen veel adel en koninklijke bezoekers aantrok. Felixstowe bleef een aantrekkelijke badplaats tot eind jaren dertig.
In april 1914 werd het Bath Hotel in brand gestoken als onderdeel van de bomaanslag en brandstichting door de suffragettes.
In de Eerste Wereldoorlog was er de RNAS Felixstowe watervliegtuigbasis. Het zuidwestelijke deel van de plaats, tussen de Dock, Landguard Point en Manor Road, werd gebruikt door de marine, de RAF en het leger. Het Fort Landguard en verschillende verwoeste geschutsopstellingen en bunkers liggen er nog als herinnering aan het tijdperk van 1939-1945. In 1944 werd de haven gebruikt om troepen, tanks en voertuigen te laden op de Britse en Amerikaanse landingsvaartuigen van "Force L" voor de invasie in Normandië.
In 1953 kwamen in de stad 41 mensen om het leven tijdens de  watersnoodramp.
Op 1 juli 1967 werd de Landguard Container Terminal geopend, het was de eerste terminal volledig gespecialiseerd in de overslag van containers in het land. De terminal is diverse malen uitgebreid en gemoderniseerd. In 1980 werden 252.802 containers overgeslagen en Felixstowe werd hiermee de grootste containerhaven in het Verenigd Koninkrijk. In 1995 kwam de terminal in handen van Hutchison Whampoa.

## Geboren
- James Barclay (1965), schrijver

## Galerij

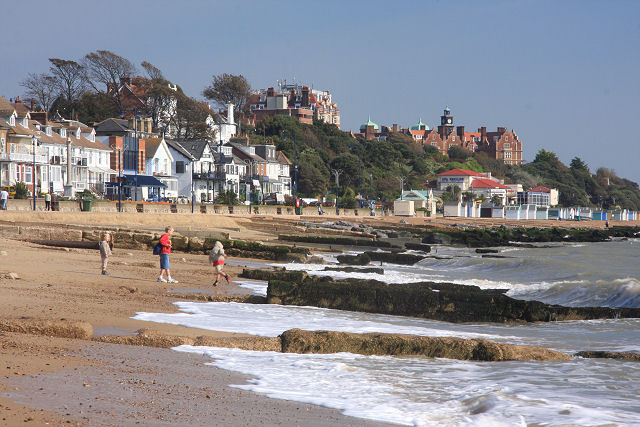
Strand
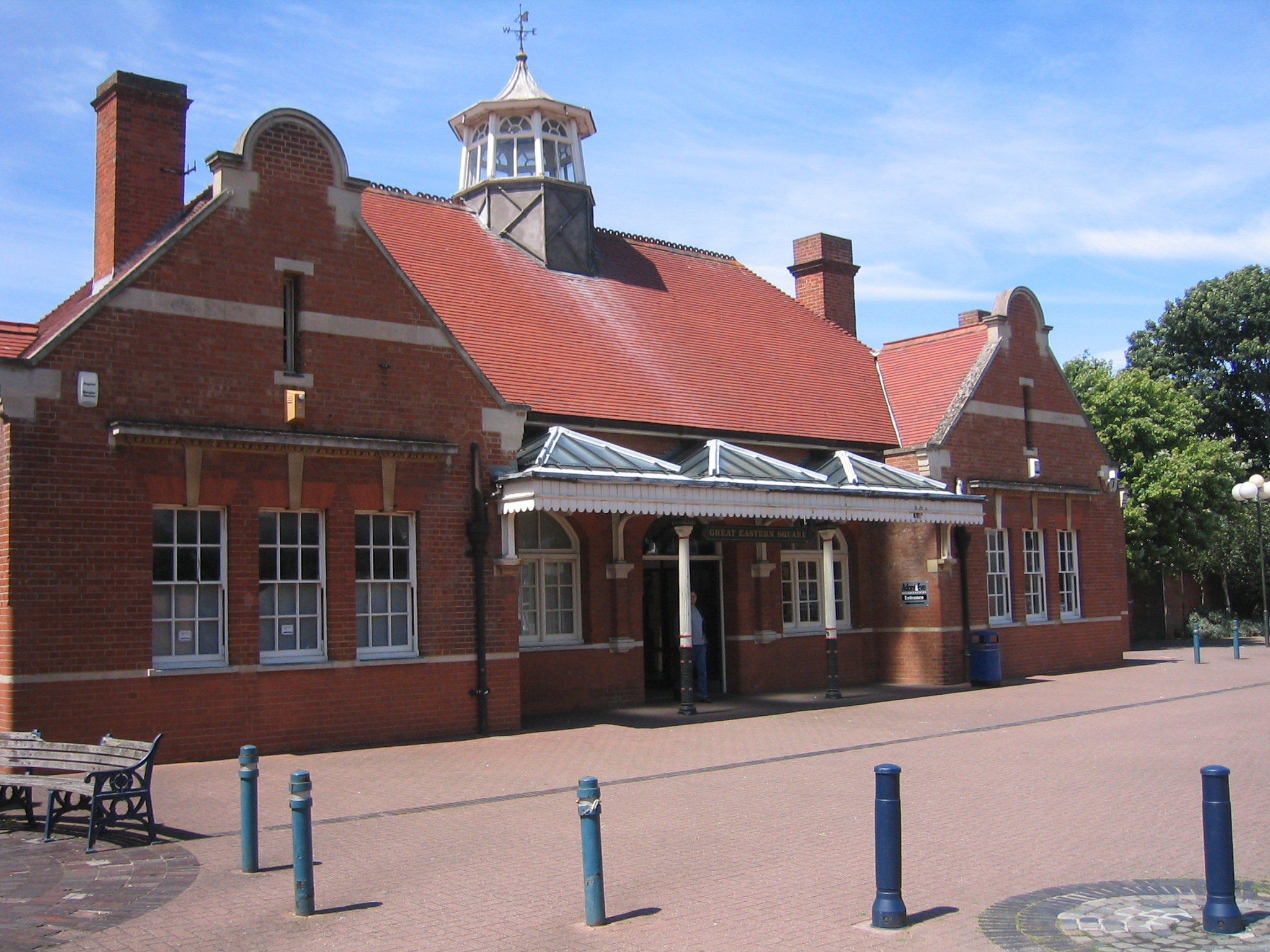
Station
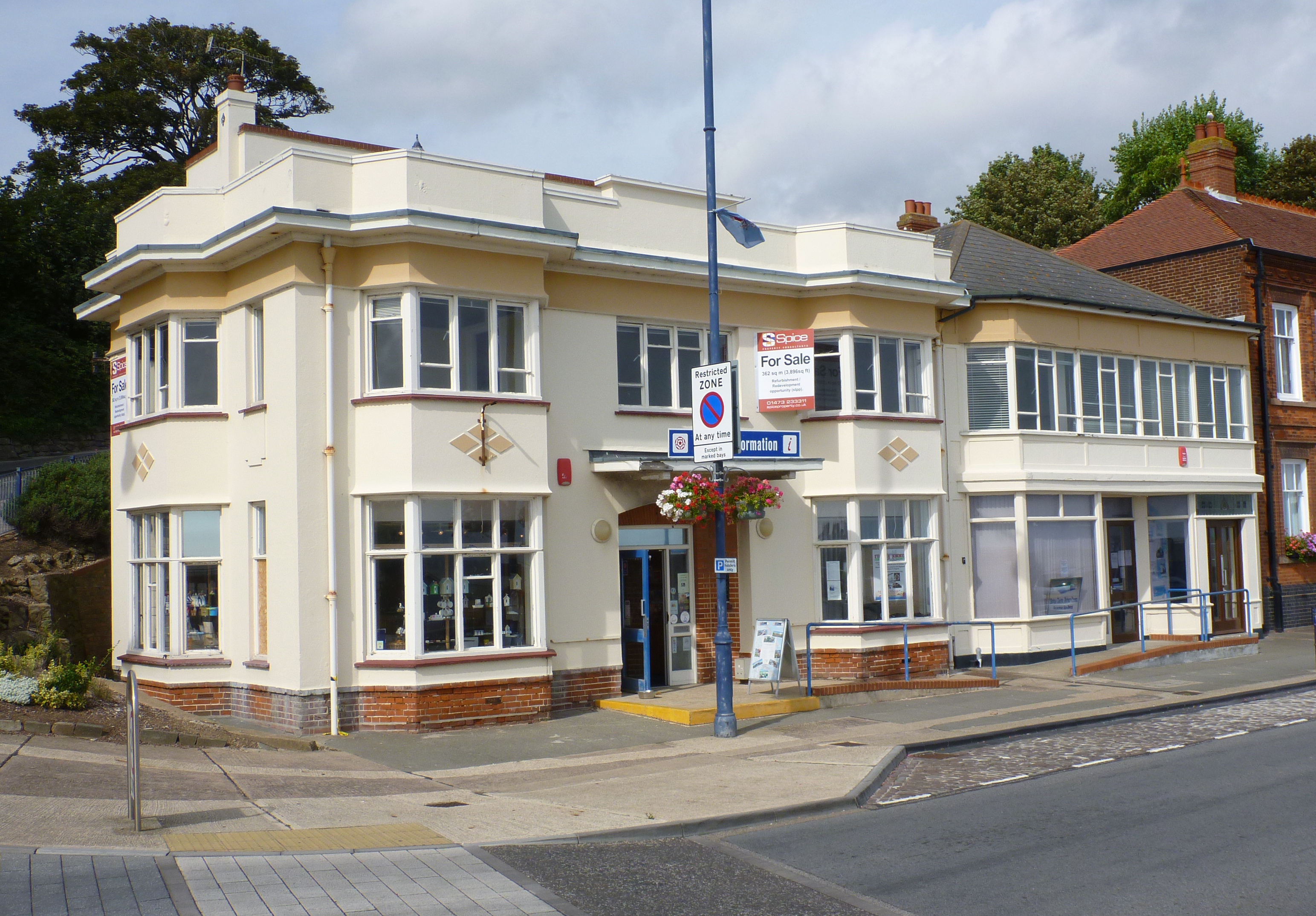
Art deco huis
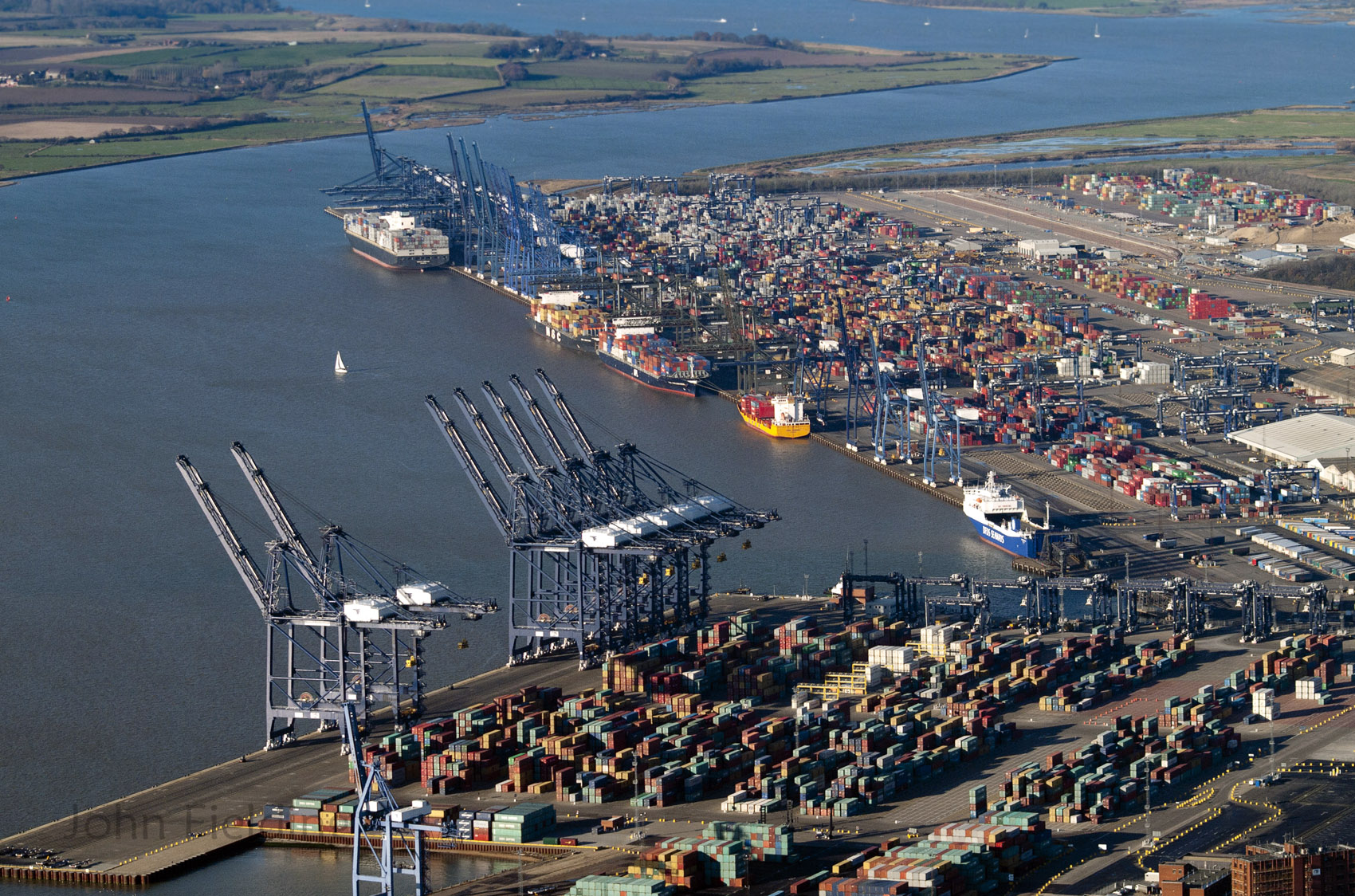
Containerhaven
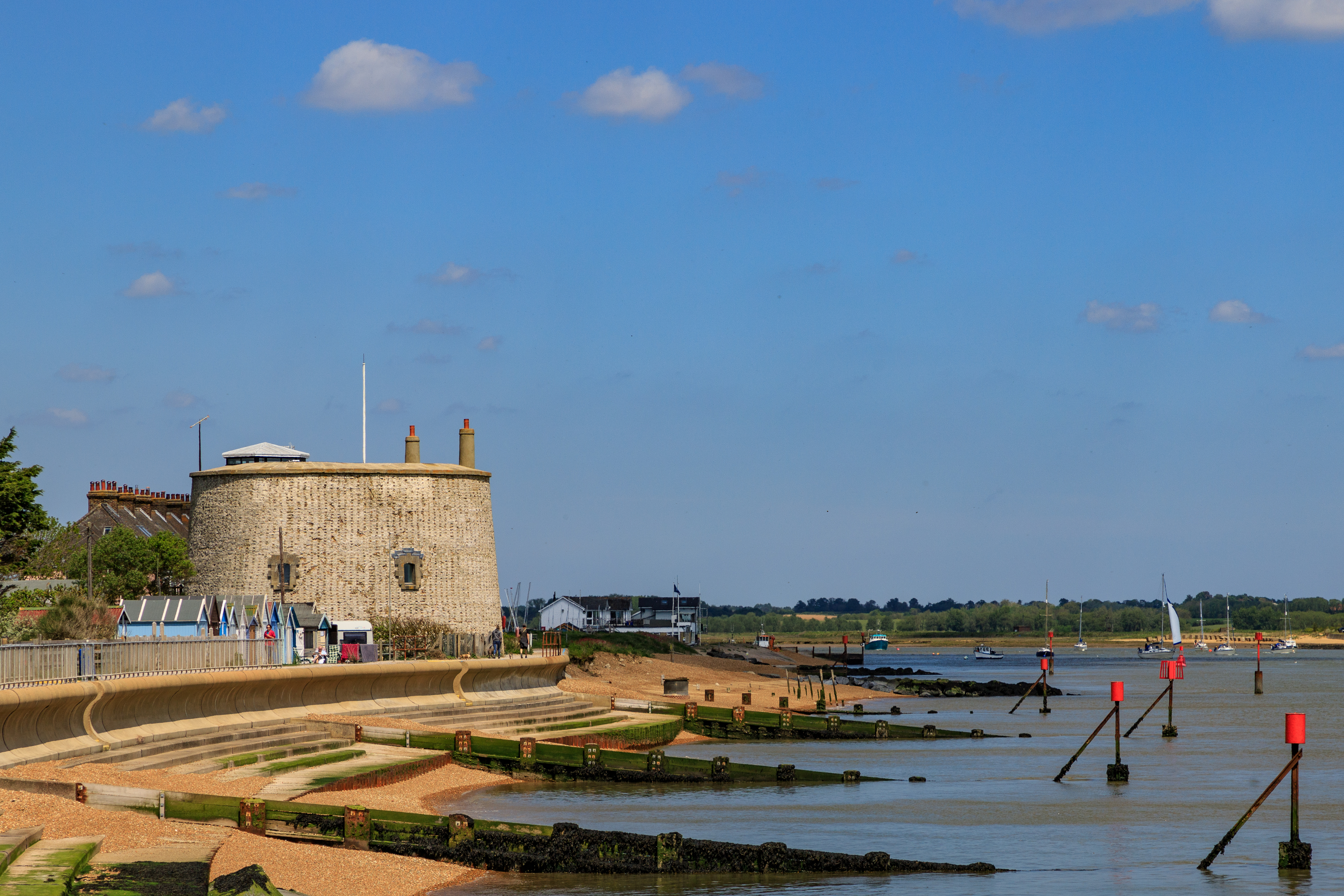
Martellotoren bij Ferry Road